# 博日 (阿尔代什省)
博日（法語：Bogy，發音：[bɔʒi]）是法国阿尔代什省的一个市镇，属于罗讷河畔图尔农区。

## 地理
博日（45°16'59"N, 4°45'40"E）面积7.02 平方千米，位于法国奥弗涅-罗讷-阿尔卑斯大区阿尔代什省，该省份为法国东南部内陆省份，北起顺时针与卢瓦尔省、伊泽尔省、德龙省、沃克吕兹省、加尔省、洛泽尔省和上盧瓦爾省接壤。
与博日接壤的市镇（或旧市镇、城区）包括：香槟、科隆比耶-勒卡尔迪纳勒、波格尔、佩罗、圣代西拉。
博日的时区为UTC+01:00、UTC+02:00（夏令时）。

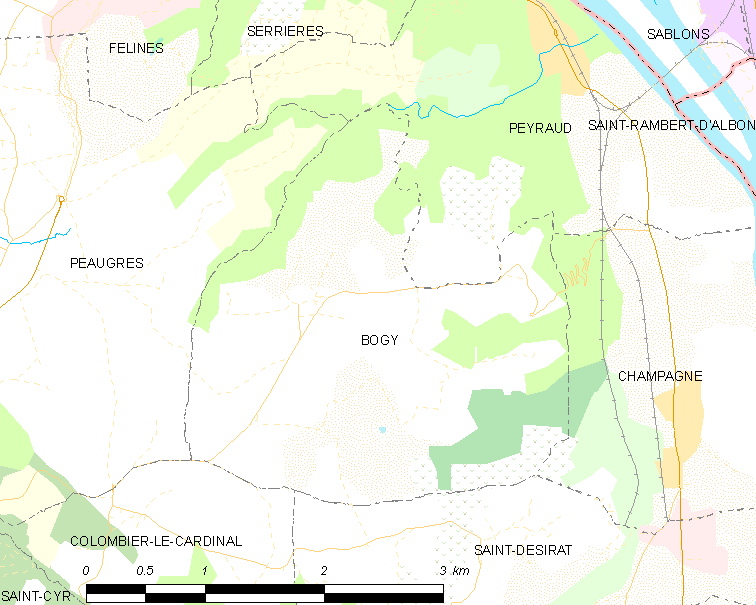
博日的OSM定位图

## 行政
博日的邮政编码为07340，INSEE市镇编码为07036。

## 政治
博日所属的省级选区为萨拉县。

## 人口

1962-2008年间博日人口变化图示

博日于2022年1月1日时的人口数量为471人。